# Jules-Armand Razimbaud
Jules-Armand Razimbaud, né le 14 juin 1873 à Saint-Chinian (Hérault) et mort le 16 juin 1959 à Toulouse (Haute-Garonne), est un homme politique français.

## Biographie
Fils de Jules Razimbaud, député et sénateur de l'Hérault, il succède à son père, devenu sénateur, lors de l'élection partielle pour le remplacer. Réélu en 1906 et 1910, il est finalement battu en 1914. Inscrit au groupe radical-socialiste, il s'intéresse surtout aux problèmes viticoles. Il succède également à son père comme maire et conseiller général de Saint-Chinian, mandats qu'il conserve jusqu'en 1921.

## Sources
- « Jules-Armand Razimbaud », dans le Dictionnaire des parlementaires français (1889-1940), sous la direction de Jean Jolly, PUF, 1960 [détail de l’édition]